# Williams Racing

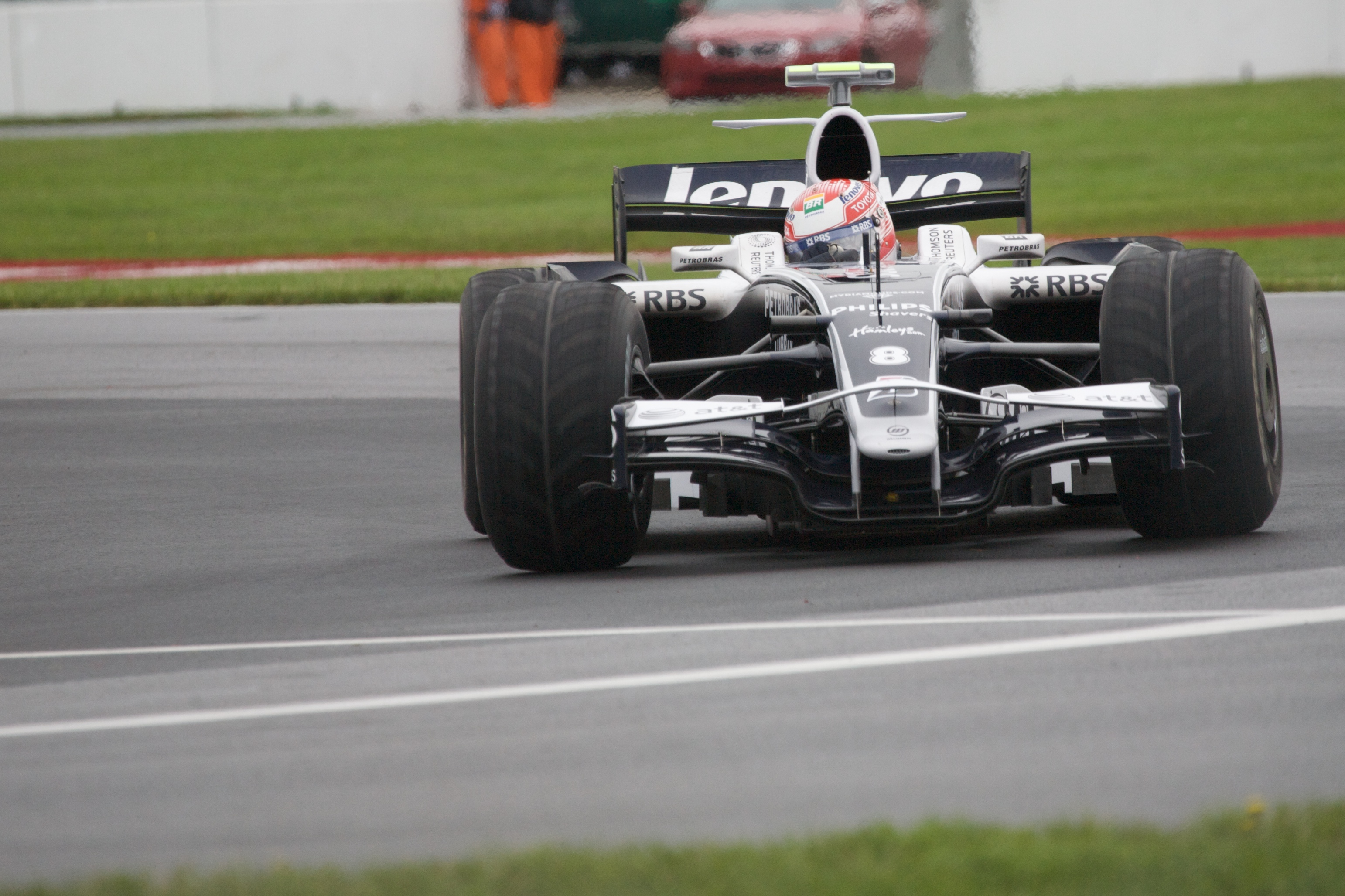
Kazuki Nakajima en el Gran Premi del Canadà del 2008

Atlassian Williams Racing, o simplement Williams, és un equip anglés de Formula 1 creat el 1977 per Frank Williams. Va guanyar el seu primer mundial amb Alan Jones (1980). Després el van seguir Keke Rosberg el 1982, Nelson Piquet al 1987, Nigel Mansell el 1992, Alain Prost l'any següent, Damon Hill el 1996 i Jacques Villeneuve l'any 1997. Probablement el pitjor moment per a Williams fou l'any 1994, quan Ayrton Senna va perdre la vida en un fatal accident amb un Williams al circuit d'Imola. Té la seu a Williams GP Engineering Ltd Grove, Wantage Oxfordshire OX12 0DQ

## Història
Frank Williams va fundar l'equip per participar en la temporada 1977 de Fórmula 1 després de dos intents anteriors de dirigir altres equips. L'equip va aconseguir grans èxits en els anys 80 i 90 i continua sent un dels grans equips de la Fórmula 1, tot i que d'ençà que l'empresa alemanya BMW F1 no el proveïx de motors, l'equip ha perdut competitivitat respecte als equips davanters. L'equip és conegut per donar més importància al campionat de constructors que al de pilots. Han guanyat 9 títols de constructors i 7 de pilots. És la tercera escuderia que ha participat en més temporades del mundial de Fórmula 1, darrere de Ferrari i McLaren.

### Williams amb Ford (1978 - 1983)
Van guanyar el primer campionat mundial amb el pilot Alan Jones el 1980. Després el van seguir Keke Rosberg el 1982.

### Williams amb Honda (1984 - 1987)
Van guanyar el campionat mundial amb Nelson Piquet el 1987.

### Williams amb Renault (1989 - 1999)
Van guanyar el campionat mundial amb Nigel Mansell el 1992, Alain Prost el 1993, Damon Hill l'any 1996 i Jacques Villeneuve el 1997. L'equip va aconseguir els últims d'aquests quatre campionats amb els motors Renault V10, que van dominar els anys 1990.
Problement, les millors temporades de l'escuderia van ser les de 1992 i 1993, quan van obtenir els mundials de constructors i pilots. El Williams FW14 i el FW15 tenien una electrònica superior a la dels seus rivals, part de la qual va ser prohibida per la FIA posteriorment.
El moment més fosc de l'equip va ser probablement la Temporada 1994 de Fórmula 1 quan en el Gran Premi de San Marino, Ayrton Senna va tenir un fatal accident en la tercera cursa amb l'equip Rothmans Williams Renault. David Coulthard i Nigel Mansell van acabar aquell any la temporada, en la qual Damon Hill va perdre el títol de pilots per un punt.

### Williams amb BMW (2000 - 2005)
L'equip va estar lluitant en les primeres posicions, però no va aconseguir cap títol, quan BMW va comprar l'equip Sauber per tenir el seu propi equip a la Formula 1, va decidir deixar de subministrar els seus motors a Williams.

### Williams amb Cosworth, Toyota i Renault (2006 - 2013)
L'equip aconsegueix uns resultats més aviat mediocres i canvia contínuament de proveedor de motors.

### Williams amb Mercedes (2013- Actualitat)
Amb els motors Mercedes i el nou patrocinador Martini l'equip torna a obtenir bons resultats, quedant en tercer lloc les temporades 2014 i 2015.

## Resultats
| Any  | Nom                                                                                         | Cotxe           | Motor                                       | Pneumátics | Combustible | No.         | Conductors                                                         | Punts   | WCC     |
| ---- | ------------------------------------------------------------------------------------------- | --------------- | ------------------------------------------- | ---------- | ----------- | ----------- | ------------------------------------------------------------------ | ------- | ------- |
| 1977 | Williams Grand Prix Engineering                                                             | March 761       | Ford-Cosworth DFV 3.0 V8                    | G          |             | 27.         | Patrick Nève                                                       | N/D     | N/D     |
| 1978 | Williams Grand Prix Engineering                                                             | FW06            | Ford-Cosworth DFV 3.0 V8                    | G          |             | 27.         | Alan Jones                                                         | 11      | 9       |
| 1979 | Albilad-Saudia Racing Team                                                                  | FW06 FW07       | Ford-Cosworth DFV 3.0 V8                    | G          | Lucas       | 27. 28.     | Alan Jones Clay Regazzoni                                          | 75      | 2       |
| 1980 | Albilad Williams Racing Team                                                                | FW07 FW07B      | Ford-Cosworth DFV 3.0 V8                    | G          | Mobil       | 27. 28.     | Alan Jones Carlos Reutemann                                        | 120     | 1       |
| 1980 | Brands Hatch Racing                                                                         | FW07 FW07B      | Ford-Cosworth DFV 3.0 V8                    | G          | Mobil       | 43.         | Desiré Wilson                                                      | 120     | 1       |
| 1980 | RAM – Penthouse Rizla Racing RAM – Rainbow Jeans Racing RAM Theodore – Rainbow Jeans Racing | FW07 FW07B      | Ford-Cosworth DFV 3.0 V8                    | G          | Mobil       | 50. 51.     | Rupert Keegan Kevin Cogan Geoff Lees                               | 120     | 1       |
| 1981 | Albilad Williams Racing Team                                                                | FW07C           | Ford-Cosworth DFV 3.0 V8                    | M G        | Mobil       | 1. 2.       | Alan Jones Carlos Reutemann                                        | 95      | 1       |
| 1981 | TAG Williams Racing Team                                                                    | FW07C           | Ford-Cosworth DFV 3.0 V8                    | M G        | Mobil       | 1. 2.       | Alan Jones Carlos Reutemann                                        | 95      | 1       |
| 1982 | TAG Williams Racing Team                                                                    | FW07C FW08      | Ford-Cosworth DFV 3.0 V8                    | G          | Mobil       | 5. 6.       | Carlos Reutemann Mario Andretti Derek Daly Keke Rosberg            | 58      | 4       |
| 1983 | TAG Williams Racing Team                                                                    | FW08C           | Ford-Cosworth DFV 3.0 V8                    | G          | Mobil       | 1. 2. 42.   | Keke Rosberg Jacques Laffite Jonathan Palmer                       | 36      | 4       |
| 1983 | TAG Williams Racing Team                                                                    | FW09            | Honda RA163E 1.5 V6 t                       | G          | Mobil       | 1. 2. 42.   | Keke Rosberg Jacques Laffite Jonathan Palmer                       | 2       | 11      |
| 1984 | Williams Grand Prix Engineering                                                             | FW09 FW09B      | Honda RA163E 1.5 V6 t Honda RA164E 1.5 V6 t | G          | Mobil       | 5. 6.       | Jacques Laffite Keke Rosberg                                       | 25.5    | 6       |
| 1985 | Canon Williams Honda Team                                                                   | FW10 FW10B      | Honda RA164E 1.5 V6 t                       | G          | Mobil       | 5. 6.       | Nigel Mansell Keke Rosberg                                         | 71      | 3       |
| 1986 | Canon Williams Honda Team                                                                   | FW11            | Honda RA166E 1.5 V6 t                       | G          | Mobil       | 5. 6.       | Nigel Mansell Nelson Piquet                                        | 141     | 1       |
| 1987 | Canon Williams Honda Team                                                                   | FW11B           | Honda RA167E 1.5 V6 t                       | G          | Mobil       | 5. 6.       | Nigel Mansell Riccardo Patrese Nelson Piquet                       | 137     | 1       |
| 1988 | Canon Williams Team                                                                         | FW12            | Judd CV 3.5 V8                              | G          | Mobil       | 5. 6.       | Nigel Mansell Martin Brundle Jean-Louis Schlesser Riccardo Patrese | 20      | 7       |
| 1989 | Canon Williams Team                                                                         | FW12C FW13      | Renault RS1 3.5 V10                         | G          | Elf         | 5. 6.       | Thierry Boutsen Riccardo Patrese                                   | 77      | 2       |
| 1990 | Canon Williams Team                                                                         | FW13B           | Renault RS2 3.5 V10                         | G          | Elf         | 5. 6.       | Thierry Boutsen Riccardo Patrese                                   | 57      | 4       |
| 1991 | Canon Williams Team                                                                         | FW14            | Renault RS3 3.5 V10                         | G          | Elf         | 5. 6.       | Nigel Mansell Riccardo Patrese                                     | 125     | 2       |
| 1992 | Canon Williams Team                                                                         | FW14B           | Renault RS3C 3.5 V10 Renault RS4 3.5 V10    | G          | Elf         | 5. 6.       | Nigel Mansell Riccardo Patrese                                     | 164     | 1       |
| 1993 | Canon Williams Team                                                                         | FW15C           | Renault RS5 3.5 V10                         | G          | Elf         | 0. 2.       | Damon Hill Alain Prost                                             | 168     | 1       |
| 1994 | Rothmans Williams Renault                                                                   | FW16 FW16B      | Renault RS6 3.5 V10                         | G          | Elf         | 0. 2.       | Damon Hill Ayrton Senna David Coulthard Nigel Mansell              | 118     | 1       |
| 1995 | Rothmans Williams Renault                                                                   | FW17<11br>FW17B | Renault RS7 3.0 V10                         | G          | Elf         | 5. 6.       | Damon Hill David Coulthard                                         | 112     | 2       |
| 1996 | Rothmans Williams Renault                                                                   | FW18            | Renault RS8 3.0 V10                         | G          | Elf         | 5. 6.       | Damon Hill Jacques Villeneuve                                      | 175     | 1       |
| 1997 | Rothmans Williams Renault                                                                   | FW19            | Renault RS9 3.0 V10                         | G          | Elf         | 3. 4.       | Jacques Villeneuve Heinz-Harald Frentzen                           | 123     | 1       |
| 1998 | Winfield Williams                                                                           | FW20            | Mecachrome GC37-01 3.0 V10                  | G          | Petrobras   | 1. 2.       | Jacques Villeneuve Heinz-Harald Frentzen                           | 38      | 3       |
| 1999 | Winfield Williams                                                                           | FW21            | Supertec FB01 3.0 V10                       | B          | Petrobras   | 5. 6.       | Alessandro Zanardi Ralf Schumacher                                 | 35      | 5       |
| 2000 | BMW WilliamsF1 Team                                                                         | FW22            | BMW E41 3.0 V10                             | B          | Petrobras   | 9. 10.      | Ralf Schumacher Jenson Button                                      | 36      | 3       |
| 2001 | BMW WilliamsF1 Team                                                                         | FW23            | BMW P80 3.0 V10                             | M          | Petrobras   | 5. 6.       | Ralf Schumacher Juan Pablo Montoya                                 | 80      | 3       |
| 2002 | BMW WilliamsF1 Team                                                                         | FW24            | BMW P82 3.0 V10                             | M          | Petrobras   | 5. 6.       | Ralf Schumacher Juan Pablo Montoya                                 | 92      | 2       |
| 2003 | BMW WilliamsF1 Team                                                                         | FW25            | BMW P83 3.0 V10                             | M          | Petrobras   | 3. 4.       | Juan Pablo Montoya Ralf Schumacher Marc Gené                       | 144     | 2       |
| 2004 | BMW WilliamsF1 Team                                                                         | FW26            | BMW P84 3.0 V10                             | M          | Petrobras   | 3. 4.       | Juan Pablo Montoya Ralf Schumacher Marc Gené Antônio Pizzonia      | 88      | 4       |
| 2005 | BMW WilliamsF1 Team                                                                         | FW27            | BMW P84/5 3.0 V10                           | M          | Petrobras   | 7. 8.       | Mark Webber Nick Heidfeld Antônio Pizzonia                         | 66      | 5       |
| 2006 | WilliamsF1 Team                                                                             | FW28            | Cosworth CA2006 2.4 V8                      | B          | Petrobras   | 9. 10.      | Mark Webber Nico Rosberg                                           | 11      | 8       |
| 2007 | AT&T Williams                                                                               | FW29            | Toyota RVX-07 2.4 V8                        | B          | Petrobras   | 16. 17.     | Nico Rosberg Alexander Wurz Kazuki Nakajima                        | 33      | 4       |
| 2008 | AT&T Williams                                                                               | FW30            | Toyota RVX-08 2.4 V8                        | B          | Petrobras   | 7. 8.       | Nico Rosberg Kazuki Nakajima                                       | 26      | 8       |
| 2009 | AT&T Williams                                                                               | FW31            | Toyota RVX-09 2.4 V8                        | B          | Petrobras   | 16. 17.     | Nico Rosberg Kazuki Nakajima                                       | 34.5    | 7       |
| 2010 | AT&T Williams                                                                               | FW32            | Cosworth CA2010 2.4 V8                      | B          | BP          | 9. 10.      | Rubens Barrichello Nico Hülkenberg                                 | 69      | 6       |
| 2011 | AT&T Williams                                                                               | FW33            | Cosworth CA2011K 2.4 V8                     | P          | BP          | 11. 12.     | Rubens Barrichello Pastor Maldonado                                | 5       | 9       |
| 2012 | Williams F1 Team                                                                            | FW34            | Renault RS27-2012 2.4 V8                    | P          | Total       | 18. 19.     | Pastor Maldonado Bruno Senna                                       | 76      | 8       |
| 2013 | Williams F1 Team                                                                            | FW35            | Renault RS27-2013 2.4 V8                    | P          |             | 16. 17.     | Pastor Maldonado Valtteri Bottas                                   | 5       | 9       |
| 2014 | Williams Martini Racing                                                                     | FW36            | Mercedes PU106A Hybrid 1.6 V6 t             | P          |             | 19. 77.     | Felipe Massa Valtteri Bottas                                       | 320     | 3rd     |
| 2015 | Williams Martini Racing                                                                     | FW37            | Mercedes PU106B Hybrid 1.6 V6 t             | P          |             | 19. 77.     | Felipe Massa Valtteri Bottas                                       | 257     | 3rd     |
| 2016 | Williams Martini Racing                                                                     | FW38            | Mercedes PU106C Hybrid 1.6 V6 t             | P          |             | 19. 77.     | Felipe Massa Valtteri Bottas                                       | 138     | 5       |
| 2017 | Williams Martini Racing                                                                     | FW40            | Mercedes M08 EQ Power+ 1.6 V6 t             | P          | Petronas    | 18. 19. 40. | Lance Stroll Felipe Massa Paul di Resta                            | 83      | 5       |
| 2018 | Williams Martini Racing                                                                     | FW41            | Mercedes M09 EQ Power+ 1.6 V6 t             | P          |             | 18. 35.     | Lance Stroll Sergey Sirotkin                                       | 7       | 10      |
| 2019 | ROKiT Williams Racing                                                                       | FW42            | Mercedes M10 EQ Power+ 1.6 V6 t             | P          |             | 63. 88.     | George Russell Robert Kubica                                       | 1       | 10      |
| 2020 | Williams Racing                                                                             | FW43            | Mercedes M11 E Performance 1.6 V6 t         | P          |             | 6. 63. 89.  | Nicholas Latifi George Russell Jack Aitken                         | 0       | 10      |
| 2021 | Williams Racing                                                                             | FW43B           | Mercedes M12 E Performance 1.6 V6 t         | P          |             | 6. 63.      | Nicholas Latifi George Russell                                     | 23      | 8       |
| 2022 | Williams Racing                                                                             | FW44            | Mercedes M13 E Performance 1.6 V6 t         | P          |             | 6. 23. 45.  | Nicholas Latifi Alex Albon Nyck de Vries                           | 8       | 10      |
| 2023 | Williams Racing                                                                             | FW45            | Mercedes M14 E Performance 1.6 V6 t         | P          | Gulf        | 2. 23.      | Logan Sargeant Alex Albon                                          | 28      | 7       |
| 2024 | Williams Racing                                                                             | FW46            | Mercedes M15 E Performance 1.6 V6 t         | P          | Gulf        | 2. 23. 43.  | Logan Sargeant Alex Albon Franco Colapinto                         | 17      | 9       |
| 2025 | Atlassian Williams Racing                                                                   | FW47            | Mercedes M16 E Performance 1.6 V6 t         | P          | Gulf        | 23. 55.     | Alex Albon Carlos Sainz                                            | En curs | En curs |

### Pilots campions
Set pilots han guanyat el campionat amb Williams.
- Alan Jones (1980)
- Keke Rosberg (1982)
- Nelson Piquet (1987)
- Nigel Mansell (1992)
- Alain Prost (1993)
- Damon Hill (1996)
- Jacques Villeneuve (1997)

- Victòries a un gran premi: 113
- Poles: 12
- Pòdiums: 295